# 세르비아 공화국 (1992년~2006년)

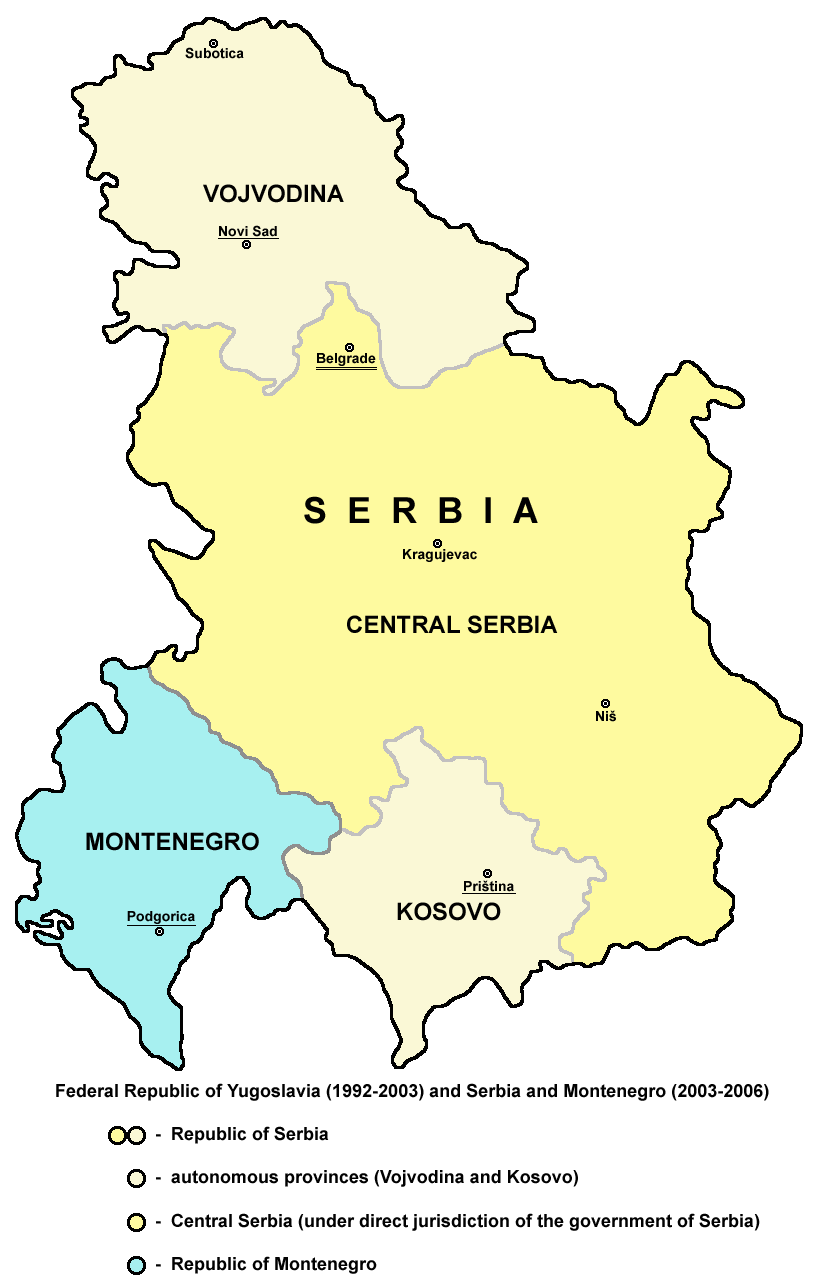

세르비아 공화국의 국기 (2004~2006년)

세르비아 공화국의 국기 (1992~2004년)

세르비아 공화국의 국장 (2004~2006년)

세르비아 공화국의 국장 (1992~2004년)

세르비아 공화국은 유고슬라비아 연방 공화국의 일부를 이루고 있었던 자치 공화국이다. 1992년부터 2006년까지 존속하였으며, 2003년엔 세르비아 몬테네그로의 일부로 존재했고, 2006년엔 몬테네그로 공화국이 몬테네그로가 독립하면서 세르비아가 되었다.

## 역사
몬테네그로는 로마 제국, 동로마 제국, 오스만 제국의 지배를 받아 왔으며, 이후 세르비아 왕국, 유고슬라비아 왕국, 유고슬라비아 사회주의 연방 공화국, 유고슬라비아 연방 공화국, 세르비아 몬테네그로를 거쳐 2006년 6월에 국민투표를 통해 몬테네그로가 분리되어 세르비아로 이어지고 있다.

## 행정 구역
연합의 수도였던 베오그라드가 수도였다. 이외에도 보이보디나 자치주와 코소보 메토히야 자치주가 있었다.

## 종교
국민의 다수가 세르비아 정교회 신자였고, 로마 가톨릭교회, 이슬람교 등의 종교도 있었다.

## 주민
세르비아인이 다수였으며, 알바니아인, 보스니아인, 크로아티아인 등의 소수 민족도 존재하였다.

## 같이 보기
- 유고슬라비아 사회주의 연방공화국
- 세르비아 사회주의 공화국
- 보이보디나 사회주의 자치주
- 코소보 사회주의 자치주